# Hubertus von Grünberg
Hubertus Eberhard Horst von Grünberg (* 20. Juli 1942 in Swinemünde) ist ein deutscher Manager.

## Familie
Grünberg entstammt einem erstmals im 13. Jahrhundert urkundlich erwähnten Adelsgeschlecht aus der Neumark und ist der Sohn des Konstrukteurs Karl Friedrich von Grünberg (1911–1995) und von Christel Michaelis (1915–??). Zu seinen Vorfahren gehörte Marschall Blücher. Er heiratete am 17. Dezember 1976 in Kronberg im Taunus Ursula Maria Hofmann (* 5. Mai 1947 in Frankfurt am Main), die Tochter des Lehrlokomotivführers Willi Hofmann und Charlotte Rudolph.

## Leben
Im Jahr 1951 floh Grünberg mit seiner Familie nach Westdeutschland. Nach dem Abitur in Remscheid studierte er Physik an der Universität zu Köln und wurde 1970 mit einer Dissertation über eine Relativitätstheorie bei Peter Mittelstaedt promoviert.
Nach einer Managementausbildung an der Harvard University begann von Grünberg seine Managementkarriere 1971 bei dem Automobilzulieferer Alfred Teves GmbH in Frankfurt, damals ein Tochterunternehmen des U.S.amerikanischen ITT-Konzerns. Er stieg innerhalb des Konzerns auf zum Chef von ITT Automotive und Vize-Präsidenten des ITT-Konzerns.
1991 kam er als Vorstandsvorsitzender zur Continental AG. 1999 wechselte er in deren Aufsichtsrat, und übernahm dessen Vorsitz. Diesen musste er 2009 abgeben, nachdem ihm im seit Juni 2008 wogenden Übernahmekampf der Schaeffler-Gruppe mit Continental vom neuen Mehrheitsaktionär das Vertrauen entzogen wurde.
Grünberg war seit 1999 Verwaltungsratsmitglied der Schindler Holding AG in der Schweiz. Zudem hatte er Aufsichtsratsmandate bei der Allianz-Versicherungs-AG, der Deutschen Telekom AG, der MAN AG und der Deutschen Post AG und war Beirat bei der BHF-Bank. Einige Mandate legte er nieder, als er 2007 zum Verwaltungsratspräsidenten der ABB-Gruppe berufen wurde. 2015 folgte ihm Peter Voser in dieser Funktion.